# Ла Специја
Ла Специја (итал. La Spezia, на месном говору; Spèza) град је у северозападној Италији. Град је средиште истоименог округа Ла Специја у оквиру италијанске покрајине Лигурија.
Ла Специја је пре свега позната као важна поморска база и средиште италијанске морнарице за Тиренско море.

## Географија
Град Ла Специја је смештен у источном делу Ђеновског залива, дела Тиренског мора. Град се сместио у невеликој приморској долини. Изнад долине се стрмо издижу Апенини.

## Историја
Повољан положај луке у великом заливу довео је до тога да постане важан поморски арсенал италијанске ратне морнарице у прелазу са 19. на 20. век. 
Током Другог светског рата Ла Специја је била главна медитеранска лука немачких подморница.

## Географија
| Клима (Ла Специја)         | Клима (Ла Специја) | Клима (Ла Специја) | Клима (Ла Специја) | Клима (Ла Специја) | Клима (Ла Специја) | Клима (Ла Специја) | Клима (Ла Специја) | Клима (Ла Специја) | Клима (Ла Специја) | Клима (Ла Специја) | Клима (Ла Специја) | Клима (Ла Специја) | Клима (Ла Специја) |
| Показатељ \ Месец          | .Јан.              | .Феб.              | .Мар.              | .Апр.              | .Мај.              | .Јун.              | .Јул.              | .Авг.              | .Сеп.              | .Окт.              | .Нов.              | .Дец.              | .Год.              |
| -------------------------- | ------------------ | ------------------ | ------------------ | ------------------ | ------------------ | ------------------ | ------------------ | ------------------ | ------------------ | ------------------ | ------------------ | ------------------ | ------------------ |
| Средњи максимум, °C (°F)   | 11,0 (51,8)        | 11,9 (53,4)        | 14,5 (58,1)        | 18,1 (64,6)        | 22,3 (72,1)        | 26,0 (78,8)        | 28,9 (84)          | 28,2 (82,8)        | 25,3 (77,5)        | 20,8 (69,4)        | 15,7 (60,3)        | 12,7 (54,9)        | 28,9 (84)          |
| Средњи минимум, °C (°F)    | 4,2 (39,6)         | 4,7 (40,5)         | 6,8 (44,2)         | 10,3 (50,5)        | 13,7 (56,7)        | 17,4 (63,3)        | 19,7 (67,5)        | 19,4 (66,9)        | 16,9 (62,4)        | 13,1 (55,6)        | 8,8 (47,8)         | 5,9 (42,6)         | 4,2 (39,6)         |
| Количина падавина, mm (in) | 116 (45,7)         | 108 (42,5)         | 115 (45,3)         | 126 (49,6)         | 59 (23,2)          | 51 (20,1)          | 36 (14,2)          | 54 (21,3)          | 84 (33,1)          | 164 (64,6)         | 201 (79,1)         | 200 (78,7)         | 1,314 (517,4)      |
| [ тражи се извор ]         |                    |                    |                    |                    |                    |                    |                    |                    |                    |                    |                    |                    |                    |

## Становништво
Према резултатима пописа становништва 2011. у општини је живело 92.659 становника.
| 1931.   | 1936.   | 1951.   | 1961.   | 1971.   | 1981.   | 1991.   | 2001.  | 2011.  |
| ------- | ------- | ------- | ------- | ------- | ------- | ------- | ------ | ------ |
| 115.118 | 106.119 | 111.849 | 121.923 | 124.547 | 115.392 | 101.442 | 91.391 | 92.659 |

Ла Специја је други по величини град у покрајини и данас има близу 100.000 становника, махом Италијана. Током протеклих деценија у град се доселило много досељеника из иностранства.

## Галерија
- Главни трг, Пјаца Батисти
- Градска катедрала
- Улица Кавур, једна од главних у граду
- Градска лука

## Међународна сарадња
- Тулон
- Бајројт
- Валејо
- Џухај